# Eucalyptus planchoniana
Eucalyptus planchoniana är en myrtenväxtart som beskrevs av Ferdinand von Mueller. Eucalyptus planchoniana ingår i släktet Eucalyptus och familjen myrtenväxter. Inga underarter finns listade i Catalogue of Life.